# Two Rocks (Nyugat-Ausztrália)
Two Rocks külső városrész Ausztrália Nyugat-Ausztrália állama fővárosának, Perth-nek az északi szegletében, a központi üzleti negyedtől 61 kilométerre. A City of Wanneroo önkormányzat része, a perth-i metropolisz terület legészakibb pontja.
A városrészben kikötő és parti sétány található, 1981. és 1990. között pedig az Atlantis Marine Park vízi élményparknak adott otthont, illetve a Yanchep Sun City ingatlanfejlesztés központja volt.
Miközben a városrész területe számottevő, a 2001-es népszámlálás szerint a teljes népesség az óceánparton, a parti sétány két oldalán fekvő, 2,3 km2-es körön belül él. A városrész kiterjedt részei kerítéssel vannak elzárva, miután a területen a hadsereg tevékenysége nyomán fel nem robbant robbanótestek (UXO) maradtak.
A területen 1991-ben pusztító nagy bozóttűz számos lakóépületet lerombolt.

## Történelem
Two Rocks városrész neve a Wreck Pointnál a vízből kiemelkedő két, jellegzetes szikláról kapta. A városrész nevét 1975-ben hagyták hivatalosan jóvá.

## Fordítás
Ez a szócikk részben vagy egészben  a   Two Rocks, Western Australia című angol Wikipédia-szócikk ezen változatának fordításán alapul.  Az eredeti cikk szerkesztőit annak laptörténete sorolja fel. Ez a jelzés csupán a megfogalmazás eredetét és a szerzői jogokat jelzi, nem szolgál a cikkben szereplő információk forrásmegjelöléseként.